# Кейн Редфорд
Кейн Редфорд (англ. Kane Radford; нар. 2 листопада 1990, Роторуа) — новозеландський плавець.
Учасник Олімпійських Ігор 2016 року.